# Raven (Gostivar)
Pour les articles homonymes, voir Raven.
Raven (en macédonien Равен ; en albanais Raveni) est un village du nord-ouest de la Macédoine du Nord, situé dans la municipalité de Gostivar. Le village comptait 1615 habitants en 2002. Il est majoritairement albanais.

## Démographie
Lors du recensement de 2002, le village comptait :
- Albanais : 1 611
- Macédoniens : 2
- Serbes : 1
- Autres : 1